# Nikos Vetoulas
Nikolaos Vetoulas, en Griego:Νικόλαος "Νίκος" Βετούλας (nacido el 6 de febrero de 1974 en Patras, Grecia) es un exjugador y entrenador de baloncesto griego. Con 1.93 metros de estatura, jugaba en la posición de base. Actualmente entrena al Apollon Patras de la A1 Ethniki.

## Trayectoria
Vetoulas comenzó su carrera como entrenador con Aris en 2008, como entrenador asistente de Andrea Mazzon. De 2010 a 2015, entrenó al Apollon Patras, donde logró el ascenso a la A1 Ethniki.
El 28 de mayo de 2016, Vetoulas fue nombrado entrenador del SAM Basket Massagno de la Liga Suiza, firmando un contrato por dos años. 
El 6 de julio de 2016, dejó el club suizo para convertirse en el entrenador del club griego del Promitheas Patras. 
El 30 de enero de 2017, Vetoulas fue nombrado entrenador del Rethymno Cretan Kings. 
El 25 de junio de 2018, fue nombrado entrenador del Kolossos Rodou.
Durante la temporada 2020-2021, llevó a Apollon Patras al campeonato griego de segunda división y un ascenso a la A1 Ethniki.